# MainLinie
Die MainLinie war eine Verkehrslinie, die von der Hanauer Straßenbahn AG betrieben wurde.
Vom 20. April 2004 bis zum 11. Dezember 2004 verkehrten werktags vier Zugpaare ab Hanau Hbf über die Bahnstrecke Frankfurt Süd–Aschaffenburg nach Frankfurt (Main) Süd und von dort über die Güterumgehungsbahn, die Flughafenschleife und die Bahnstrecke Mainz–Frankfurt zum Frankfurter Flughafen und zum Rüsselsheimer Opelwerk.
Der Betrieb hatte Zweisystem-Stadtbahnwagen vom Typ GT8-100D/2S-M der Stadtbahn Karlsruhe geliehen, die jedoch ausschließlich im Netz der Deutschen Bahn auf Eisenbahnstrecken im Sinne des Allgemeinen Eisenbahngesetzes eingesetzt wurden, die mit 15 kV, 16,7 Hz Wechselspannung elektrifiziert sind.
Die MainLinie war ein Versuch und wurde auf Beschluss des Rhein-Main-Verkehrsverbundes (RMV) ab 2005 nicht mehr betrieben. Sie sollte Aufschluss über den Bedarf an Bistros und Toiletten im Schnellbahnverkehr (S-Bahnen und Stadtbahnen) des Rhein-Main-Gebietes sowie über das mögliche Fahrgastwachstum bei verbessertem Fahrplanangebot in Form von zusätzlichen Zügen und der neu geschaffenen Direktverbindung zwischen Hanau, Maintal und dem Flughafen Frankfurt sowie dem Rüsselsheimer Opelwerk erbringen.
Dies ist für die Beurteilung des Korridors Hanau–Maintal–Frankfurt von besonderem Interesse, da hier eine Grundsatzentscheidung zwischen S-Bahn, Stadtbahnverlängerung der U6 oder einer Stadtbahn nach dem Vorschlag der Arbeitsgemeinschaft Stadtbahn Hanau aussteht. Neuere Nutzen-Kosten-Untersuchungen zeigen jedoch, dass eine Zweisystembahn in Form der U6 mit der Erschließung der Hanauer Landstraße durch eine Tunnelstrecke im Frankfurter Osten einen Kapazitätsengpass besitzt.
Langfristig ist mit der nordmainischen S-Bahn eine zur Bahnstrecke Frankfurt Süd–Aschaffenburg parallele S-Bahn-Strecke geplant.

## Stationen
Die Linie bediente folgende Stationen:
- Hanau Hbf
- Hanau West
- Hanau-Wilhelmsbad
- Maintal Ost
- Maintal West
- Frankfurt (Main) Ost
- Frankfurt (Main) Süd
- Frankfurt (Main) Flughafen Regionalbahnhof
- Rüsselsheim
- Rüsselsheim Opelwerk